# Montselgues
Montselgues est une commune française située dans le département de l'Ardèche, en région Auvergne-Rhône-Alpes.
Ses habitants sont appelés les Montselguois.

## Géographie

### Situation et description
La commune de Montselgues, à l'aspect essentiellement rural, est située dans le sud-ouest du département de l'Ardèche. Rattachée à la communauté de communes Pays des Vans en Cévennes, elle est limitrophe de la Lozère et proche du Gard.

### Communes limitrophes
|                        | Saint-Laurent-les-Bains-Laval-d'Aurelle | Borne                 |
| Prévenchères (Lozère)  | Montselgues                             | Sablières             |
| Pied-de-Borne (Lozère) | Sainte-Marguerite-Lafigère              | Malarce-sur-la-Thines |

### Géologie et relief
Comme une grande partie du Tanargue voisin, le territoire communal de Montselgues est majoritairement granitique, en présentant parfois des chaos. La localité comprend également des schistes sur certains affleurements.
Placé à l'extrême sud de la montagne ardéchoise et en bordure des vallées cévenoles, le village de Montselgues est sis sur le plateau de Montselgues situé à 1 020 mètres d'altitude.
L'est de la commune est occupé par la corniche du Vivarais cévenol, qui s'étend dans une direction nord - sud et domine de la même hauteur les vallées de la Drobie au nord-est et de la Thines au sud-est.
Formant la limite ouest de communes, la Borne a taillé une vallée profonde de 500 mètres. Son affluent le Chamier a lui aussi taillé sa vallée coupant la commune d'une vallée presque aussi profonde dans le sens nord-sud.
La localité fait partie de la zone périphérique du parc national des Cévennes et du parc naturel régional des Monts d'Ardèche, au sein d'une zone très faiblement artificialisée. On y accède par une route longeant la corniche du Vivarais cévenol, route présentant un fort intérêt paysager.

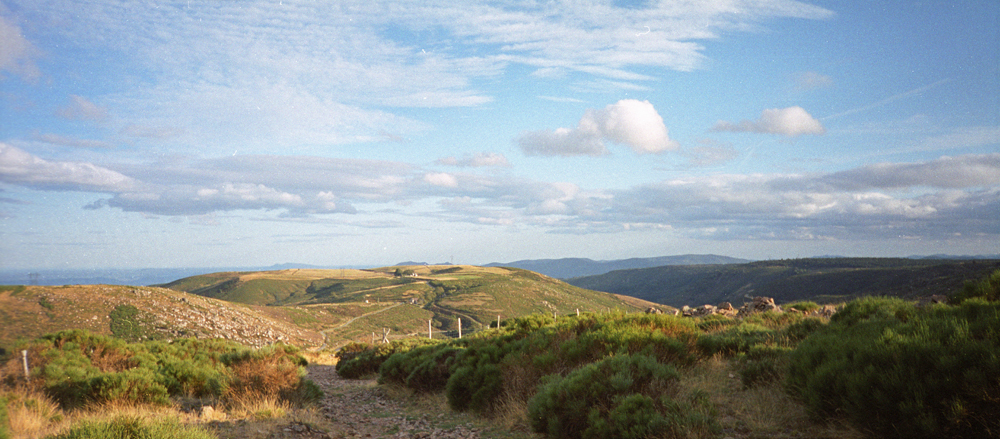
Le plateau de Montselgues vu depuis Montselgues.

### Climat
Pour des articles plus généraux, voir Climat d'Auvergne-Rhône-Alpes et Climat de l'Ardèche.
En 2010, le climat de la commune est de type climat de montagne, selon une étude du CNRS s'appuyant sur une série de données couvrant la période 1971-2000. En 2020, Météo-France publie une typologie des climats de la France métropolitaine dans laquelle la commune est exposée à un climat de montagne ou de marges de montagne et est dans la région climatique Sud-est du Massif Central, caractérisée par une pluviométrie annuelle de 1 000 à 1 500 mm, minimale en été, maximale en automne.
Pour la période 1971-2000, la température annuelle moyenne est de 8,3 °C, avec une amplitude thermique annuelle de 15,9 °C. Le cumul annuel moyen de précipitations est de 1 678 mm, avec 9,7 jours de précipitations en janvier et 5,7 jours en juillet. Pour la période 1991-2020, la température moyenne annuelle observée sur la station météorologique de Météo-France la plus proche, « Sablières Oara », sur la commune de Sablières à 6 km à vol d'oiseau, est de 13,9 °C et le cumul annuel moyen de précipitations est de 1 787,2 mm,. Pour l'avenir, les paramètres climatiques de la commune estimés pour 2050 selon différents scénarios d'émission de gaz à effet de serre sont consultables sur un site dédié publié par Météo-France en novembre 2022.

### Hydrographie
La Thines, affluent du Chassezac et longue d'environ 15 km, prend source sur la commune au nord-est du village et coule vers le sud. Sur la commune, elle ne s'appelle pas encore la Thines ; elle porte d'abord le nom de ruisseau de Chaptines puis ruisseau du Petit Paris, d'après les noms de deux hameaux qu'elle arrose dans les débuts de son parcours. Sa source, près du hameau des Bessèdes, a été aménagée de façon à former 27 petits étangs en terrasses successives.
Le ruisseau de Montselgues, affluent de la Thines, prend source à 500 m au nord-est du hameau de Teste Rouge. Il coule d'abord vers le sud et vers Montselgues sur environ 1,7 km, suivant le haut du plateau. Immédiatement au sud du village il rencontre le mont de la Planasse, qui le détourne vers l'est et vers la Thines avec laquelle il conflue sur la commune voisine Thines.
La Borne, sert de limite de communes avec Pied-de-Borne. Son affluent le Chamier, nommé ruisseau de la Camargue puis Chaillassouse dans l'amont de son parcours, prend source dans la pointe nord de la commune sur le flanc sud de la Serre de Montgros.

## Urbanisme

### Typologie
Au 1er janvier 2024, Montselgues est catégorisée commune rurale à habitat très dispersé, selon la nouvelle grille communale de densité à sept niveaux définie par l'Insee en 2022.
Elle est située hors unité urbaine et hors attraction des villes,.

### Occupation des sols
L'occupation des sols de la commune, telle qu'elle ressort de la base de données européenne d’occupation biophysique des sols Corine Land Cover (CLC), est marquée par l'importance des forêts et milieux semi-naturels (98,4 % en 2018), une proportion identique à celle de 1990 (98,4 %). La répartition détaillée en 2018 est la suivante : 
forêts (51,1 %), milieux à végétation arbustive et/ou herbacée (47,3 %), prairies (1,6 %).
L'évolution de l’occupation des sols de la commune et de ses infrastructures peut être observée sur les différentes représentations cartographiques du territoire : la carte de Cassini (XVIIIe siècle), la carte d'état-major (1820-1866) et les cartes ou photos aériennes de l'IGN pour la période actuelle (1950 à aujourd'hui).

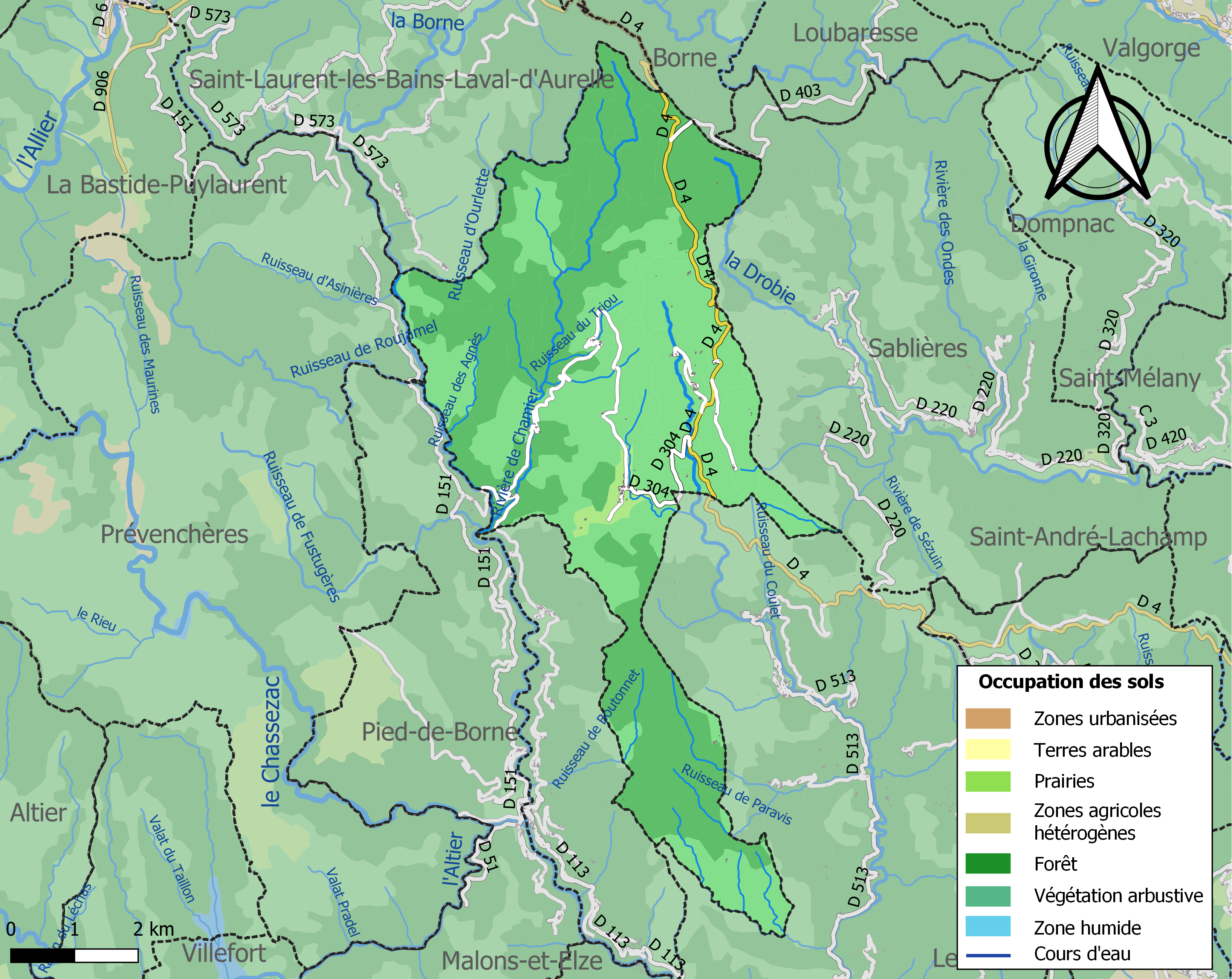
Carte des infrastructures et de l'occupation des sols de la commune en 2018 (CLC).
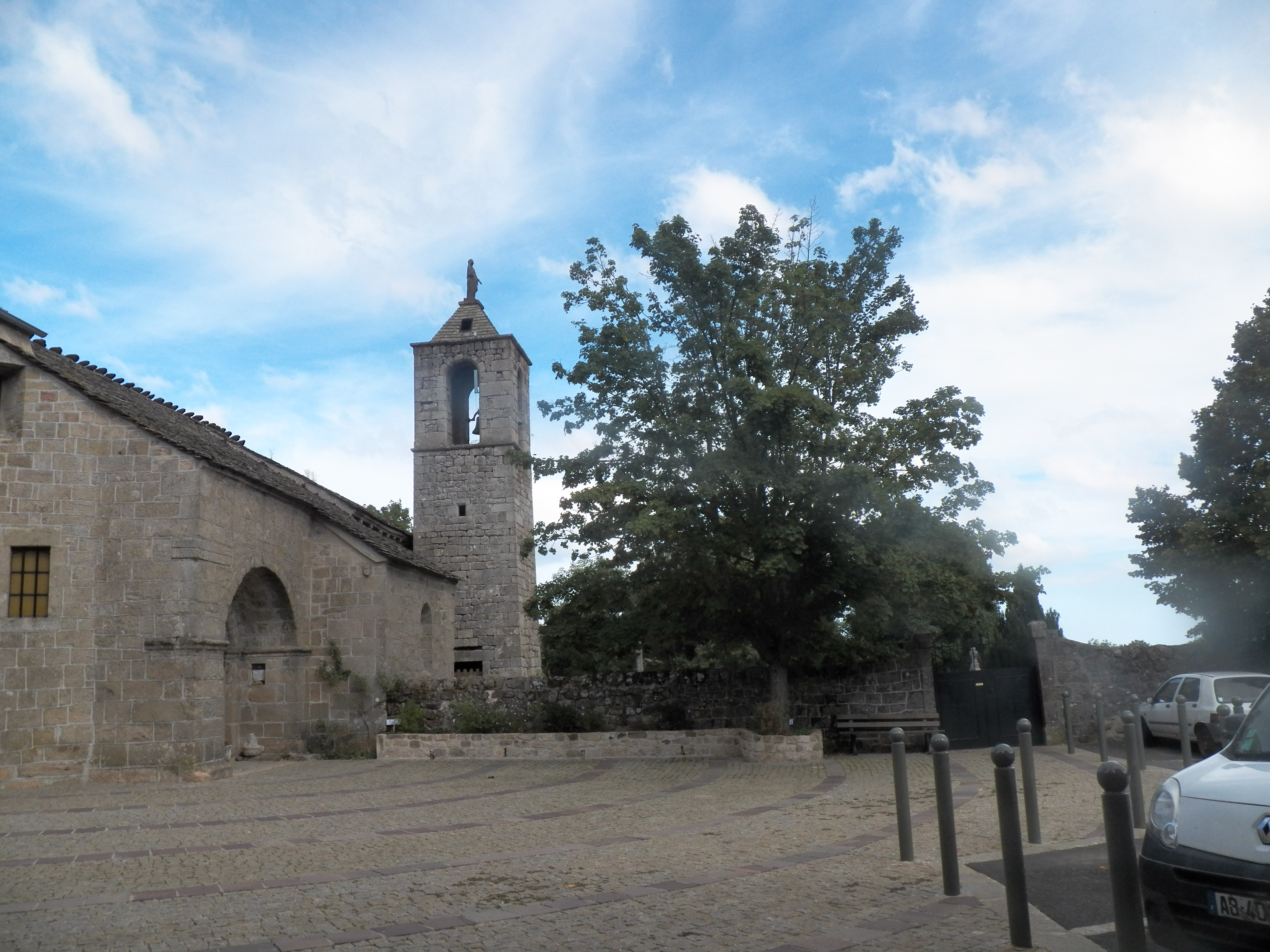
Montselgues.

### Risques naturels

#### Risques sismiques
L'ensemble du territoire de la commune de Montselgues est situé en zone de sismicité no 2 (sur une échelle de 5), comme la plupart des communes situées sur le plateau et la montagne ardéchoise (massif cévenol).
| Type de zone | Niveau           | Définitions (bâtiment à risque normal) |
| ------------ | ---------------- | -------------------------------------- |
| Zone 2       | Sismicité faible | accélération = 1,1 m/s2                |

## Toponymie
Deux versions s'opposent quant à l'origine du nom « Montselgues » :
- dans la première, Montselgues voudrait dire « le mont au seigle » puisque c'est l'une des rares céréales qui pousse dans cette région montagneuse. La population se serait longtemps nourrie presque exclusivement de seigle et, bien que de nos jours on ne puisse le voir, la plupart des terrains étaient employés à le cultiver. Doit-on voir un indice dans le fait que sur la carte du « Gouvernement Général de Languedoc », datant de 1742, Montselgues soit écrit « Montciagle » ?
- Dans la seconde version, qui s'appuie sur une bulle du pape Clément IV de 1262, Montselgues voudrait dire « le mont des cieux » en hommage à l'église implantée là au XIIe siècle par les moines de Saint-Chaffre en Velay.

## Histoire

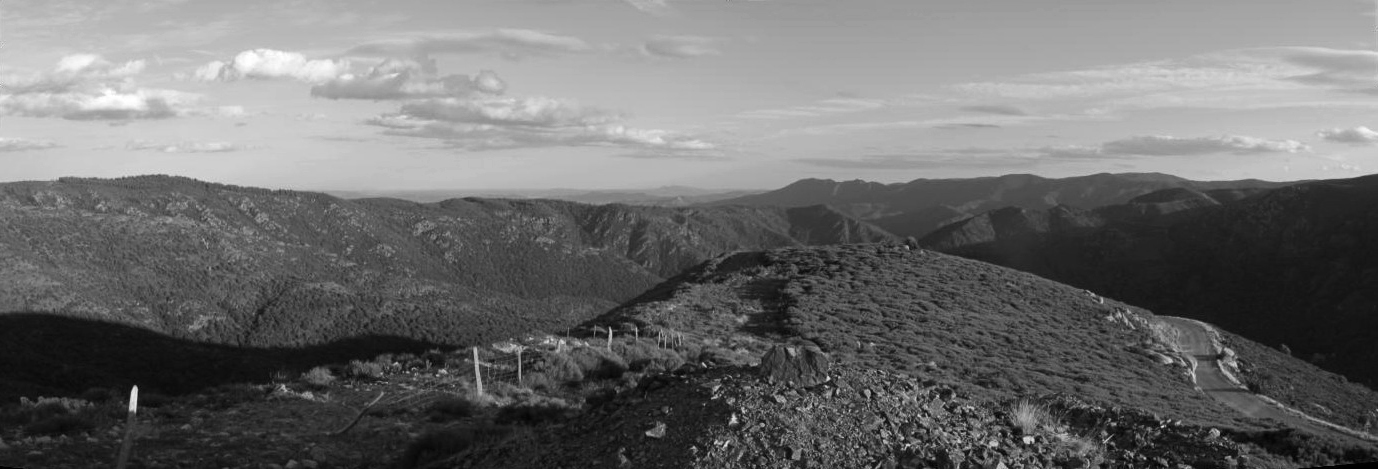
Panorama sur les gorges du Chassezac depuis la route menant à Montselgues.

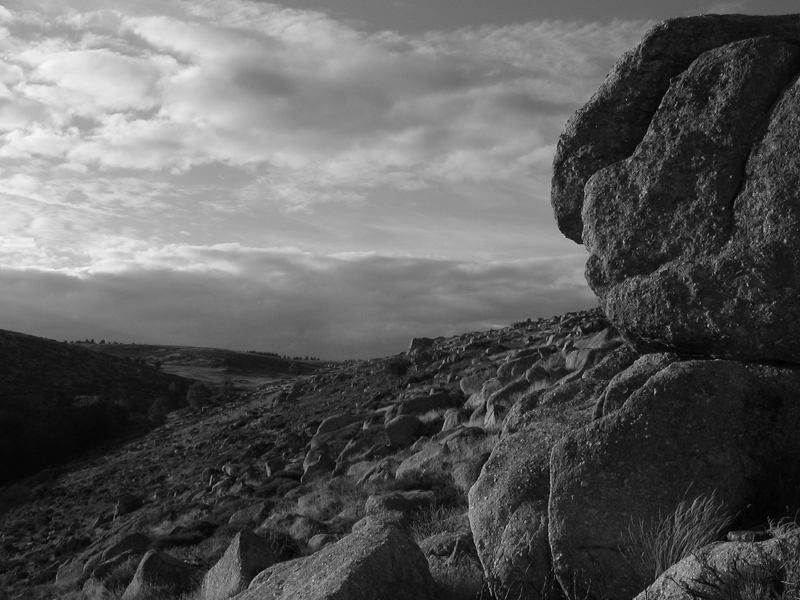
Chaos granitique typique sur la commune de Montselgues.

L'histoire de la commune a été principalement marquée par les muletiers qui passaient par là pour aller au Puy-en-Velay. 
A la suite de la rèvolte des Masques Armès,le bandit Degout-Lachamp parcourt un chemin entre Les Vans , Brès , le col de la Croix de Fer, Peyre, Montselgues.
Pendant la Seconde Guerre mondiale, des maquis ont été recensés non loin de Montselgues, à Thines, et des parachutages d'armes auraient été effectués sur le plateau de Montselgues.
En 1832, les hameaux de Rouveyrol, du Jou, du Soulié et du Pont sont séparés de Montselgues et rattachés à Sainte-Marguerite-Lafigère, beaucoup plus proche.

## Politique et administration

### Liste des maires
| Période                                  | Période                   | Identité       | Étiquette | Qualité     |
| ---------------------------------------- | ------------------------- | -------------- | --------- | ----------- |
| Les données manquantes sont à compléter. |                           |                |           |             |
| 1998                                     | En cours (au 6 août 2020) | Joël Fournier, | DVG       | Agriculteur |

## Population et société

### Démographie
L'évolution du nombre d'habitants est connue à travers les recensements de la population effectués dans la commune depuis 1793. Pour les communes de moins de 10 000 habitants, une enquête de recensement portant sur toute la population est réalisée tous les cinq ans, les populations de référence des années intermédiaires étant quant à elles estimées par interpolation ou extrapolation. Pour la commune, le premier recensement exhaustif entrant dans le cadre du nouveau dispositif a été réalisé en 2006.

En 2022, la commune comptait 86 habitants, en évolution de +2,38 % par rapport à 2016 (Ardèche : +2,48 %, France hors Mayotte : +2,11 %).
| 1793 | 1800 | 1806 | 1821 | 1831 | 1836 | 1841 | 1846 | 1851 |
| ---- | ---- | ---- | ---- | ---- | ---- | ---- | ---- | ---- |
| 710  | 684  | 637  | 755  | 797  | 774  | 753  | 781  | 731  |

| 1856 | 1861 | 1866 | 1872 | 1876 | 1881 | 1886 | 1891 | 1896 |
| ---- | ---- | ---- | ---- | ---- | ---- | ---- | ---- | ---- |
| 650  | 621  | 592  | 576  | 602  | 593  | 565  | 470  | 465  |

| 1901 | 1906 | 1911 | 1921 | 1926 | 1931 | 1936 | 1946 | 1954 |
| ---- | ---- | ---- | ---- | ---- | ---- | ---- | ---- | ---- |
| 400  | 394  | 398  | 328  | 290  | 267  | 261  | 199  | 138  |

| 1962 | 1968 | 1975 | 1982 | 1990 | 1999 | 2006 | 2011 | 2016 |
| ---- | ---- | ---- | ---- | ---- | ---- | ---- | ---- | ---- |
| 124  | 113  | 73   | 80   | 69   | 76   | 90   | 91   | 84   |

| 2021 | 2022 | - | - | - | - | - | - | - |
| ---- | ---- | - | - | - | - | - | - | - |
| 85   | 86   | - | - | - | - | - | - | - |

### Enseignement
La commune est rattachée à l'académie de Grenoble.

### Médias
La commune de Montselgues est située dans la zone de distribution de deux organes locaux de la presse écrite :
- L'Hebdo de l'Ardèche

Il s'agit d'un journal hebdomadaire français basé à Valence et couvrant l'actualité de tout le département de l'Ardèche.
- Le Dauphiné libéré

Il s'agit d'un journal quotidien de la presse écrite française régionale distribué dans la plupart des départements de l'ancienne région Rhône-Alpes, notamment l'Ardèche. La commune est située dans la zone d'édition de Privas-Vallée du Rhône.
Ici Drôme Ardèche est la radio publique locale couvrant le territoire de la commune et de l’ensemble du département.

### Cultes
L'église (propriété de la commune) et la communauté catholique de Montselgues sont rattachées à la paroisse Saints Pierre et Paul de Païolive, elle-même rattachée au diocèse de Viviers.

## Culture locale et patrimoine

### Lieux et monuments

#### Patrimoine religieux
- Église romane du XIIe siècle construite par les moines de Saint-Chaffre, dépendant de l'abbaye du Monastier ;
- Église Saint-Martin.

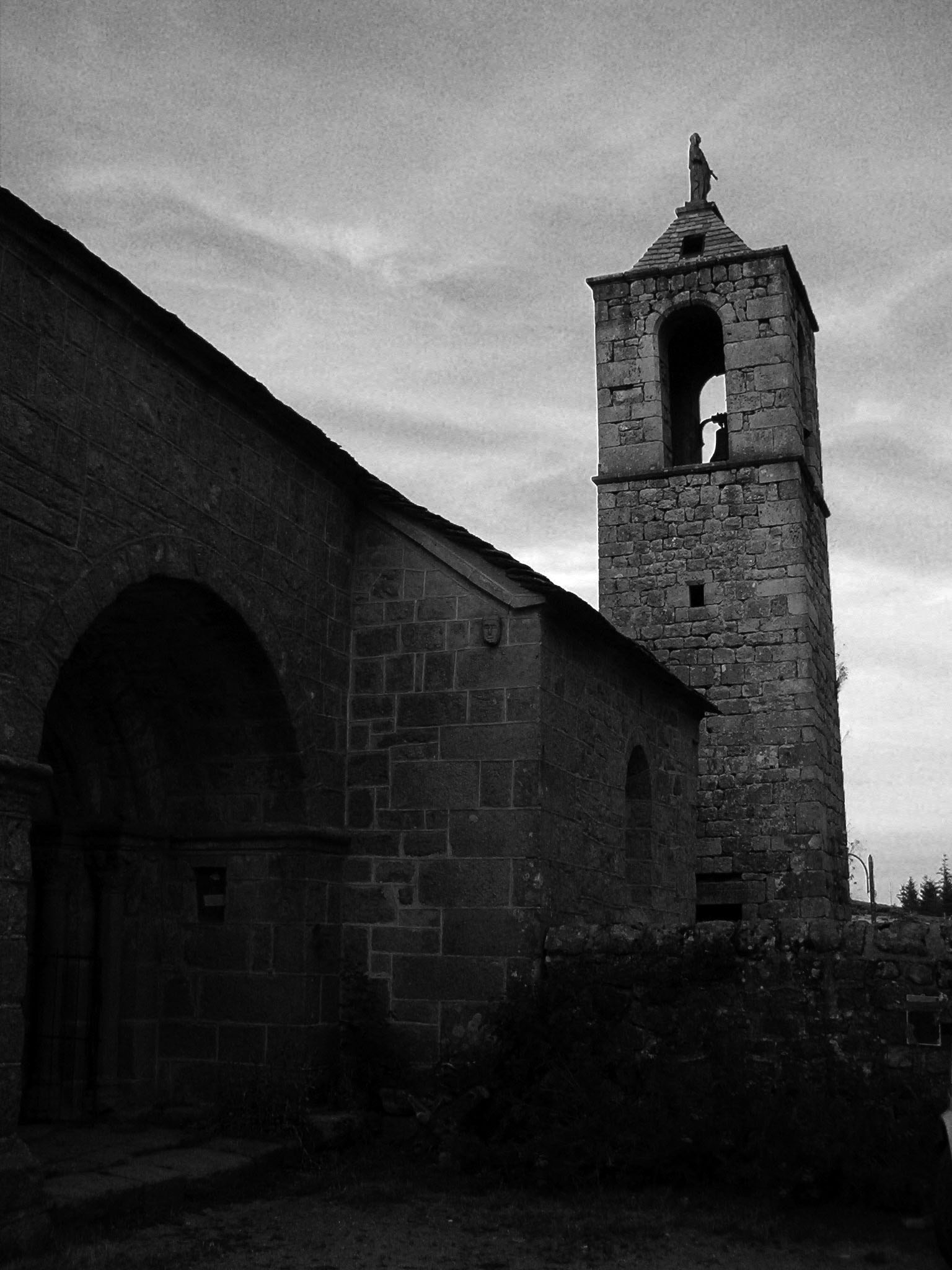
L'église romane de Montselgues vue de la place.
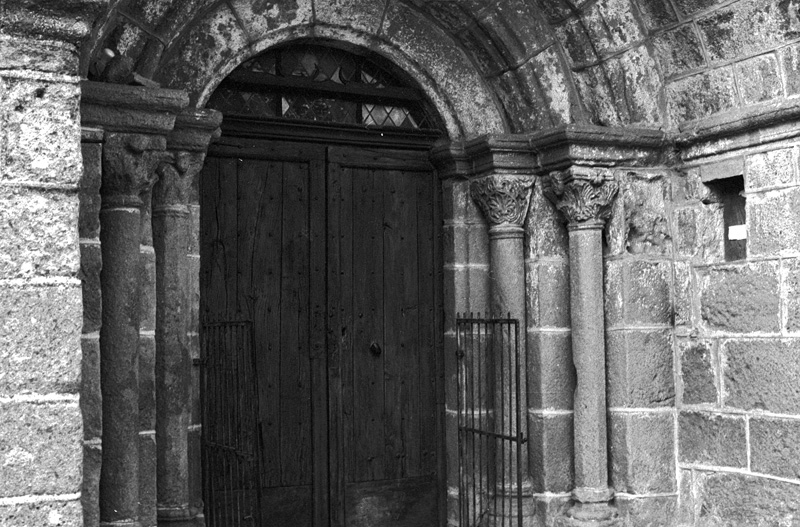
Le portail roman de l'église.
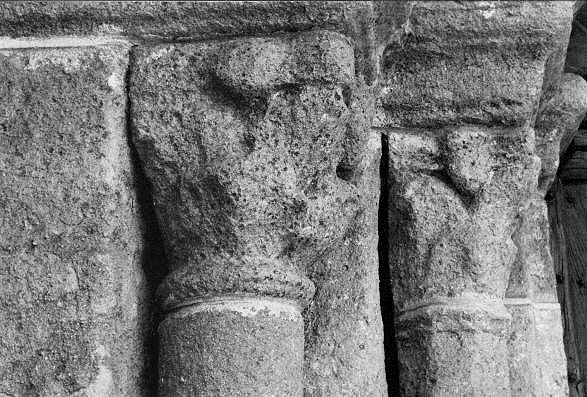
Détail du portail.
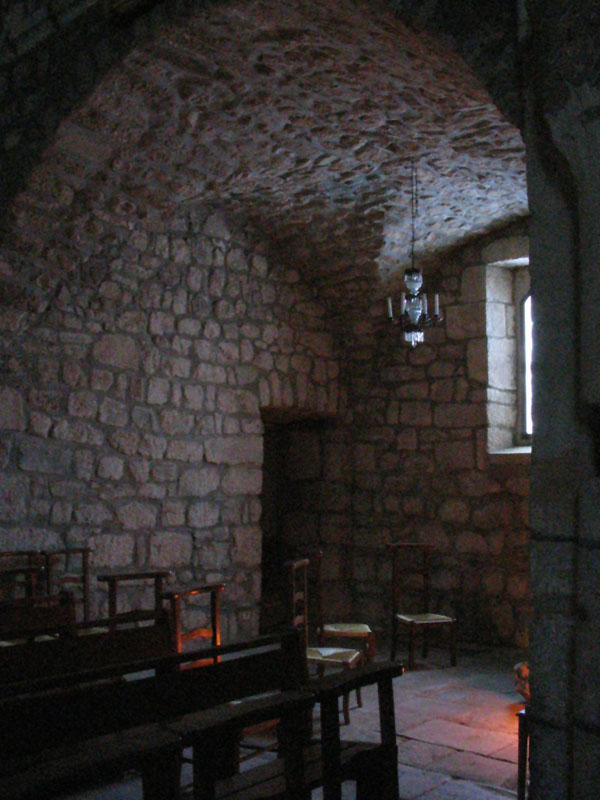
L'aile nord de l'église vue de l'intérieur
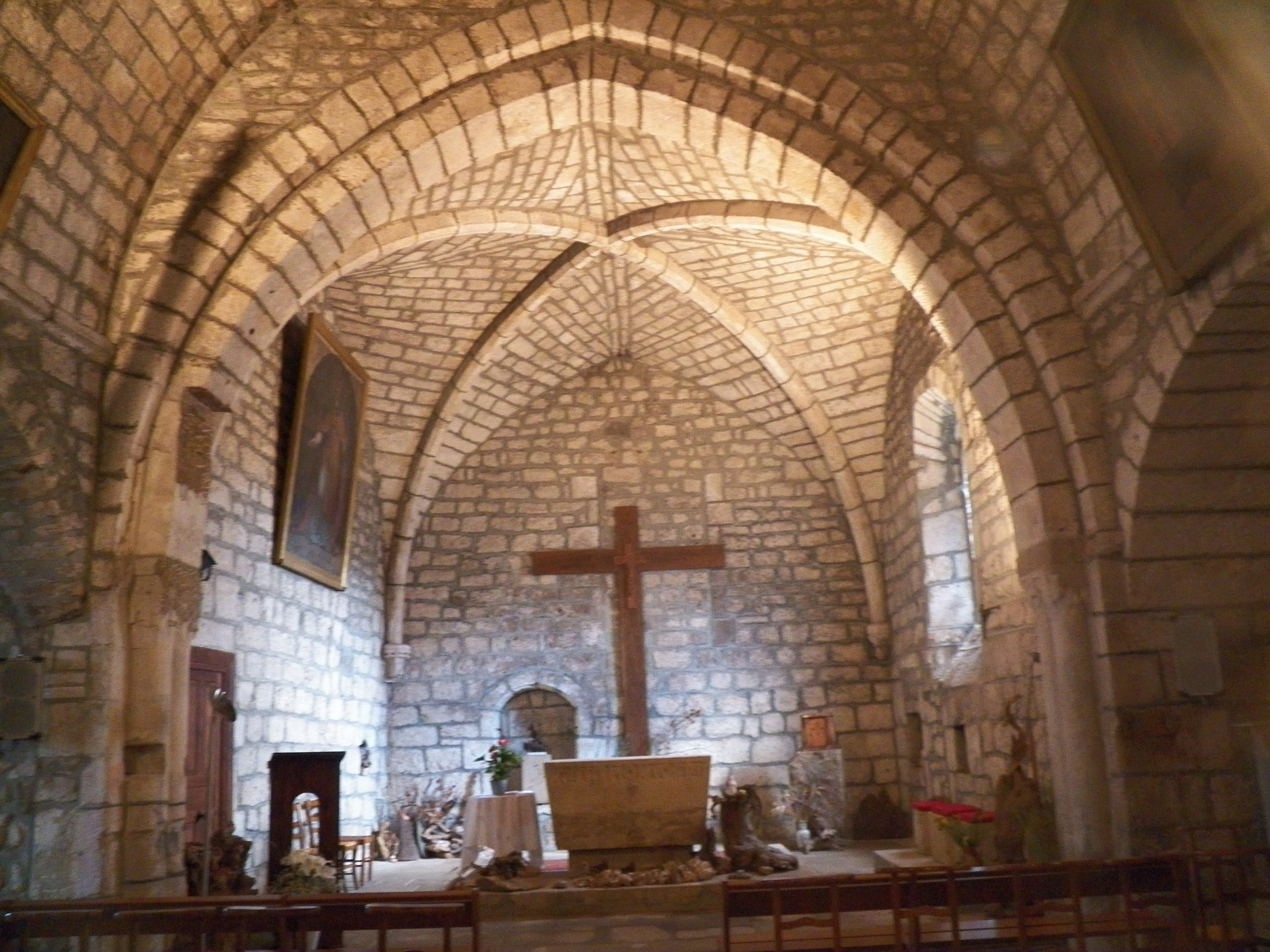
Le chœur.
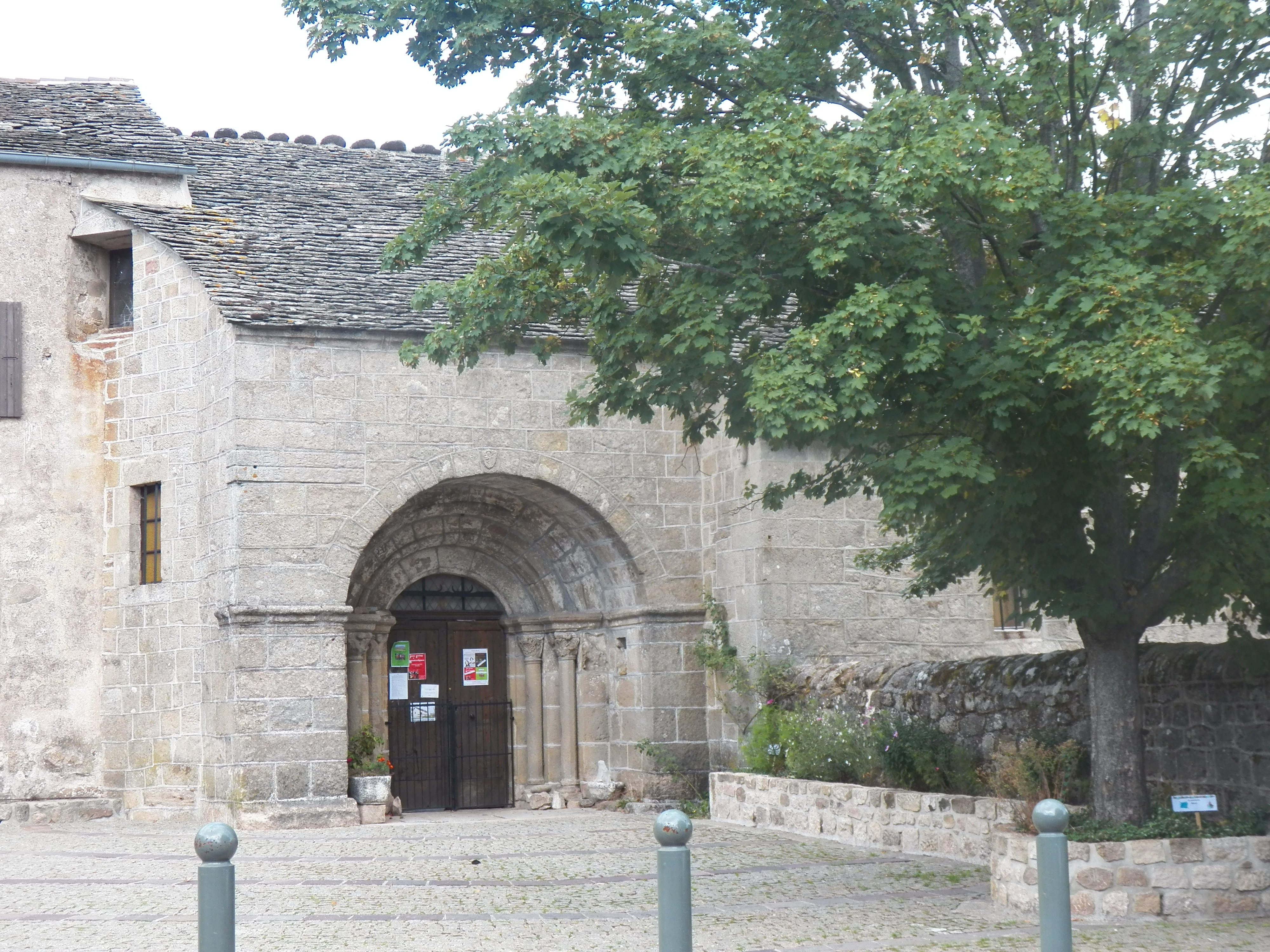
Porche de l'église.

#### Autres monuments et lieux touristiques
- Voie dite « romaine », dont l’authenticité est incertaine.

### Patrimoine naturel

#### Espaces protégés et gérés
La commune fait partie de trois espaces protégés et gérés :
- l'« aire d'adhésion du parc national des Cévennes »[25] (zone périphérique) ;
- la « zone de transition de la réserve de biosphère des Cévennes »[26] ;
- le parc naturel régional des Monts d'Ardèche[27].

#### ZNIEFF
Montselgues est concernée par neuf zones naturelles d'intérêt écologique, faunistique et floristique (ZNIEFF) :
- la ZNIEFF continentale de type 2 de l'« ensemble fonctionnel formé par l’Ardèche et ses affluents (Ligne, Baume, Drobie, Chassezac…) »[28], soit 22 630,21 ha, concerne 61 communes dont Montselgues et vise la rivière Ardèche, ses milieux annexes et ses principaux affluents dont la Ligne, la Baume, la Drobie, le Chassezac ;
- la ZNIEFF continentale de type 2 du « Plateau de Montselgues et corniche du Vivarais cévenol »[29] ;
- la ZNIEFF continentale de type 1 des « Tourbières du plateau de Montselgues »[30] ;
- la ZNIEFF continentale de type 1 des « Landes et prairies humides du plateau de Montselgues »[31],[32] compte 473 hectares sur les communes de Montselgues et Sablières ;
- la ZNIEFF continentale de type 1 du « Plateau des Chanaux, serre de la Font d'Aoussay »[33] ;
- la ZNIEFF continentale de type 1 des « Escarpement rocheux, bois et landes de Féreyrolles »[34] couvrent 270 hectares du flanc Est de la vallée de la Borne, en rive droite de celle-ci (elle coule du nord au sud), sur les communes de Montselgues au nord et Sainte-Marguerite-Lafigère au sud. Sur le terrain, c'est 3,4 km de versants de plateau aux pentes abruptes et hautes (moyenne de 500 m de dénivelé sur 900 m de distance linéaire environ) sillonnées de nombreux ruisseaux saisonniers. ;
- la ZNIEFF continentale de type 1 des « Corniches de la Cévenne méridionale »[35]
- la ZNIEFF continentale de type 1 de la « Vallée de la Thines »[36] ;
- la ZNIEFF continentale de type 1 du « Vallon de la Borne »[37] ;

#### Site d'intérêt communautaire

##### Zones spéciales de conservation
La commune est incluse dans deux Zones spéciales de conservation (ZSC) (des sites d'intérêt communautaire (SIC) selon la directive Habitat) :
- la ZSC du « Plateau de Montselgues »[38] ;
- la ZSC des « Cévennes ardèchoises »[39].

### Héraldique
|  | Montselgues possède des armoiries dont l'origine et le blasonnement exact ne sont pas disponibles. |